# ألكسندرا ندولو
ألكسندرا ندولو (بالإنجليزية: Alexandra Ndolo) هي مبارزة سيف كينية (وسابقًا ألمانية) وُلِدت في 18 أغسطس 1986 في كولونيا، ألمانيا الغربية. بدأت مسيرتها الرياضية الدولية مع المنتخب الألماني لكنها انتقلت لاحقًا لتمثيل كينيا في المنافسات الدولية.

## المسيرة الرياضية
شاركت ندولو في العديد من البطولات الأوروبية والعالمية، وفازت بميداليات في بطولة أوروبا للمبارزة، بما في ذلك فضية فردي سيف المبارزة عام 2022. مع نهاية 2022، أعلنت انتقالها لتمثيل كينيا، بلد والدها، لتكون ضمن مشروع رياضي لتطوير المبارزة في إفريقيا وتمثيل القارة في المنافسات الدولية.

## أبرز إنجازاتها
- فضية بطولة أوروبا 2022 (فردي سيف المبارزة).
- برونزية في كأس العالم للمبارزة ضمن الفرق مع المنتخب الألماني.
- المشاركة في بطولات العالم وبطولات كأس العالم منذ منتصف العقد 2010.

## حياتها الشخصية
ولدت لأب كيني وأم بولندية ونشأت في ألمانيا. تحمل خلفية ثقافية متعددة وتعمل أيضًا كسفيرة للمبادرات الرياضية التي تدعم التنوع والشمول في الرياضة.